# Sadettin Kirmiziyüz
Sadettin Kirmiziyüz (Zutphen, 20 april 1982) is een Nederlands acteur, theatermaker en schrijver.
Kirmiziyüz is artistiek leider van SADETTIN K (voorheen Trouble Man) een stichting die sinds 2010 opgenomen is in de meerjarige deelregeling van het Fonds Podiumkunsten. Onder de vlag van SADETTIN K produceert Kirmiziyüz zijn eigen theatervoorstellingen, in samenwerking met verschillende theatermakers (Casper Vandeputte, Marjolijn van Heemstra, Erik Whien, Jeroen de Man, Paul Knieriem) acteurs (o.a. Nasrdin Dchar, Alejandra Theus, Stefan de Walle, Mariana Aparicio Torres) en gezelschappen (Nationale Theater, Frascati, Theater Artemis, Ro Theater, Toneelmakerij).
Het werk van Kirmiziyüz kenmerkt zich door een sterk autobiografisch en documentair karakter: hij put veelal uit zijn persoonlijke leven en ervaringen om voorstellingen te maken waar identiteit, migratie, discriminatie, politiek en de geschiedenis van zowel Nederland als de wereld een rol in spelen en persoonlijke en universele thema's zich met elkaar vermengen. Zijn voorstellingen zijn vaak verhalende monologen, veelal ondersteund door (live)muziek. Vaste componist van SADETTIN K is acteur en multi-instrumentalist Kaspar Schellingerhout.
Kirmiziyüz werkt met een vaste groep ontwerpers en nodigt daarnaast vaak een eindregisseur en/of een Co-auteur uit om elke voorstelling een eigen karakter te geven.

## Biografie
Sadettin Kirmiziyüz begon op het Baudartius College in zijn geboorteplaats en studeerde in 2007 af aan de acteursopleiding van de Toneelacademie Maastricht. Na zijn afstuderen speelde hij in voorstellingen van onder andere het Nationale Toneel, NTJong, mightysociety, de Toneelschuur, het Noord Nederlandse Toneel en Theater Utrecht. Ook vertolkte hij verschillende rollen voor film en televisie (Als de Dijken Breken, KLEM, Noord Zuid, Het Irritante Eiland, Sluipschutters).
Van 2012 tot en met 2013 schreef hij een wekelijkse column voor Nrc.next. Van 2015 tot 2018 was hij webcolumnist voor De Groene Amsterdammer. In december 2022 was hij te zien in de televisiefilm Tot zonsondergang. In 2023 ging zijn voorstelling “Monumentaal” in première.
Kirmiziyüz woont in Amsterdam. Hij is getrouwd met Anne Breure, creatief directeur van Theater Utrecht, hij heeft 2 zoons en 1 dochter.

## Onderscheidingen
Verschillende voorstellingen werden genomineerd voor het Nederlands Theaterfestival en het Theaterfestival Vlaanderen: in 2013 'Somedaymyprincewill.com, in 2014 'Jeremia', in 2016 'De Radicalisering van Sadettin K', in 2019 'Citizen K'.
In 2013 werd Kirmiziyüz, samen met co-auteur Casper Vandeputte, genomineerd voor de Taalunie Toneelschrijfprijs ('Somedaymyprincewill.com')
In 2013 won Kirmiziyüz de BNG Theaterprijs, voor de voorstelling 'Avondland'
In 2016 won Kirmiziyüz de Charlotte Köhlerprijs. In datzelfde jaar werd hij genomineerd voor de Amsterdamprijs voor de Kunst, in de categorie Beste Prestatie.

## Theaterwerk (selectie)
- 'De vader, de zoon en het heilige feest.' 2011
- 'What's Happenin' Brother?'
- 'Somedaymyprincewill.com'
- 'Jeremia'
- 'Code 010 '
- 'De Radicalisering van Sadettin K'
- 'Citizen K '
- 'Lawrence of Arabia'
- 'Monumentaal'